# Bielskie
Bielskie [ˈbjɛlskʲɛ] (deutsch Bilsken, 1938–1945 Billsee) ist ein Dorf in der polnischen Woiwodschaft Ermland-Masuren, das zur Landgemeinde Miłki (Milken) im Powiat Giżycki (Kreis Lötzen) gehört.

## Geographische Lage
Bielskie liegt am Westufer des Bilsker Sees (1938–1945 Billsee, polnisch Jezioro Bielskie) in der östlichen Mitte der Woiwodschaft Ermland-Masuren. Bis zur Kreisstadt Giżycko (Lötzen) sind es 21 Kilometer in nordwestlicher Richtung.

## Geschichte
Das kleine nach 1818 Bielsken, bis 1938 Bilsken genannte Dorf wurde 1476 gegründet. Vor 1945 bestand es aus mehreren großen und kleinen Höfen.
Zwischen 1874 und 1945 war das Dorf in den Amtsbezirk Groß Konopken (polnisch Konopki Wielkie) eingegliedert, der – 1938 in Amtsbezirk Hanffen umbenannt – bis 1945 zum Kreis Lötzen im Regierungsbezirk Gumbinnen (1905–1945 Regierungsbezirk Allenstein) in der preußischen Provinz Ostpreußen gehörte. In der gleichen Zeit war Bilsken dem Standesamt Groß Konopken/Hanffen zugeordnet.
Im Jahr 1910 zählte Bilsken 122 Einwohner, 1933 waren es 109 und 1939 – das Dorf wurde 1938 in Billsee umebannt – 108 Einwohner.
Aufgrund der Bestimmungen des Versailler Vertrags stimmte die Bevölkerung im Abstimmungsgebiet Allenstein, zu dem Bilsken gehörte, am 11. Juli 1920 über die weitere staatliche Zugehörigkeit zu Ostpreußen (und damit zu Deutschland) oder den Anschluss an Polen ab. In Bilsken stimmten 80 Einwohner für den Verbleib bei Ostpreußen, auf Polen entfielen keine Stimmen.
In Kriegsfolge kam das Dorf 1945 mit dem gesamten südlichen Ostpreußen zu Polen und erhielt die polnische Namensform Bielskie. Heute ist es Sitz eines Schulzenamtes (polnisch sołectwo) und als solches ein Ortsteil der Landgemeinde Miłki (Milken) im Powiat Giżycki (Kreis Lötzen), vor 1998 der Woiwodschaft Suwałki, seither der Woiwodschaft Ermland-Masuren zugehörig.

## Religionen
Bilsken war bis 1945 in die evangelische Kirche Milken in der Kirchenprovinz Ostpreußen der Evangelischen Kirche der Altpreußischen Union sowie in die katholische Pfarrkirche St. Bruno Lötzen im Bistum Ermland eingepfarrt. Heute gehört Bielskie zur evangelischen Pfarrei Giżycko – mit der Filialkirche in Wydminy (Widminnen) – in der Diözese Masuren der Evangelisch-Augsburgischen Kirche in Polen bzw. zur katholischen Pfarrkirche Miłki im Bistum Ełk (Lyck) der Römisch-katholischen Kirche in Polen.

## Verkehr
Bielskie ist über eine Nebenstraße zu erreichen, die vier Kilometer südlich von Konopki Wielkie (Groß Konopken, 1938–1945 Hanffen) von der polnischen Landesstraße DK 63 (frühere deutsche Reichsstraße 131) abzweigt und über Danowo (Dannowen, 1938–1945 Dannen) an den Zielort führt. Eine Bahnanbindung besteht nicht.